# Драган Солеша
Драган Солеша (Кикинда, 10. новембар 1959) српски је  универзитетски професор. Солеша је редовни професор Факултета за економију и инжењерски менаџмент и ректор Универзитета Привредна академија.

## Научни рад
Објавио је 8 књига, 2 међународне монографије и преко 120 научних и стручних радова у домаћим и међународним часописима са рецензијом од значаја за развој науке из области Информационих технологија, информационих система и информатике у образовању.
Проф. др Драган Солеша је руководио радом више научних пројеката од којих су најзначајнији: 
1. Од 2008 – 2009. године проф. др Драган Солеша руководи суседским програмом HU-RO-SCG, INTERREG “Improvement of digital literacy of pre-service and in-service teachers”.
2. Од 2004 - 2006. године проф. др Драган Солеша руководи пројектом: Истраживање дидактичких аспеката учења на даљину у међународним везама, Пројекат билатералне међународне сарадње између Републике Словеније и Србије и Црне Горе.
3. Од 2002 - 2003. године Проф. др Драган Солеша руководи пилот пројектом: “Сименсова летња школа рачунара”.

Проф. др Драган Солеша је учествовао у раду више научних пројеката од којих су најзначајнији: 
1. Од 2005 - 2010. године др Драган Солеша учествује у пројекту Министарства за науку СЦГ: “Европске димензије промена образовног система у Србији“. Руководилац пројекта проф. др Оливера Гајић, Филозофски факултет – Нови Сад.
2. Од 2002 - 2005. године др Драган Солеша учествује у пројекту Министарства за науку СРЈ: “Стратегија развоја система васпитања и образовања у условима транзиције”. Руководилац пројекта проф. др Емил Каменов, Филозофски факултет – Нови Сад.

- Проф. др Драган Солеша је покретач и уредник међународног часописа INFOMEDIA (International Journal for Informatics and New Media in Education) ИССН 1820-7510
- Проф др Драган Солеша је аутор две међународне монографије („New Media Education“ и „Society of Knowledge”) заједно са проф.др Иваном Герличом са Универзитета у Марибору.
- Проф др Драган Солеша је рецензент више међународних монографија као и једног међународног часописа са СЦИ ИСИ листе.
- Проф. др Драган Солеша је по позиву Факултета за наравословје ин математико Универзитета у Марибору и Високе пословне школе у Загребу као инострани експерт за област науке и компетенција одржао више пленарних предавања.

## Руководећа делатност
- Од 2013 године, проф. др Драган Солеша је декан Факултета за економију и инжењерски менаџмент у Новом Саду.
- Од 2010—2011. године, проф. др Драган Солеша је декан Факултета информационих технологија у Београду.
- Од 2005—2009. године, проф. др Драган Солеша је декан Педагошког факултета у Сомбору.
- Од 2002—2005. године, проф. др Драган Солеша је декан Учитељског факултета у Сомбору.

## Наставна делатност
Посебну пажњу је посветио осавремењавању наставе информатичке групе предмета, при чему је комплетирао технолошку основу рада. Последњих година усмерио се ка проблемима примене информационих система и технологија и њиховом развоју и примени у високом образовању. Самостално је изградио нове студијске програме „Информационе технологије“ на основним академским, мастер и докторским студијама, а који су успешно акредитовани 2010. године.
Место и трајање специјализација и студијских боравака у иностранству:
- Студијски боравак у Финској (Универзитет у Хелсинкију, Универзитет у Оулу), стручна посета Универзитету у Хелсинкију и Оулу у оквиру Финског пројекта: Реформа курикулума образовања наставника у СрбијеИскошени тексти, 2002-2003. година.
- Студијски боравак у Финској (Универзитет у Лапланду - Рованиеми), стручна посета Универзитету у Рованиему у оквиру ТЕМПУС пројекта: Развој курикулума за медијско образовање путем мреже, 2005. година.
- Студијски боравак у Русији (Универзитет Ломоносов), стручна посета Универзитету у Ломоносов у оквиру ТЕМПУС пројекта: Развој курикулума за медијско образовање путем мреже, 2006. година.

## Признања
- Проф. др Драган Солеша је 2014. године именован од стране Владе Републике Србије за члана Управног одбора Института за упоредно право у Београду.
- Проф. др Драган Солеша је добитник престижног признања “Капетан Миша Анастасијевић“ за значајан допринос у развоју високог образовања Браничевског округа за 2014. годину.
- Проф. др Драган Солеша је од 2014. године је изабран за редовног члана Српске Краљевске Академије научника и уметника у Београду.
- Проф. др Драган Солеша је од 2004 - 2011. године  члан конфернције Универзитета Србије (КОНУС-а).
- Проф. др Драган Солеша је од 2007 – 2011. године рецензент Комисије за акредитацију и проверу квалитета при Министарству просвете Републике Србије.
- Проф. др Драган Солеша је од 2003 – 2007. године од стране Министарства просвете и спорта Републике Србије – Националног просветног савета, изабран за члана Комисије за утврђивање стандарда простора, опреме и наставних средстава.